# Xavier Thames
Xavier Raynard Thames, né le 9 janvier 1991, est un joueur américain de basket-ball. Il évolue au poste de meneur.

## Biographie

### Carrière universitaire
En 2009, il rejoint les Cougars de Washington State en NCAA. En 2011, il rejoint les Aztecs de San Diego State.

### Carrière professionnelle
Lors de la Draft 2014 de la NBA, le 26 juin 2014, il est sélectionné en 59e position par les Raptors de Toronto mais il est transféré aux Nets de Brooklyn contre une somme d'argent.
Le 6 août 2014, il signe avec le club espagnol du CDB Séville.
Le 11 février 2015, il signe avec les Mad Ants de Fort Wayne.

## Palmarès
- Championnat de Macédoine :
  - Champion : 2017.

- Alpe Adria Cup :
  - Vainqueur : 2019.

### Distinction personnelle
- Mountain West Player of the Year (2014)

## Statistiques

### Universitaires
Les statistiques en matchs universitaires de Xavier Thames sont les suivants :
| Année     | Équipe           | Matches | Titul. | Min./m. | %tir | %3pts | %l-f | rbds/m. | pass/m. | int/m. | ctr/m. | pts/m. |
| --------- | ---------------- | ------- | ------ | ------- | ---- | ----- | ---- | ------- | ------- | ------ | ------ | ------ |
| 2009-2010 | Washington State | 31      |        | 17,6    | 41,2 | 26,5  | 64,1 | 1,5     | 1,2     | 0,8    | 0,0    | 4,6    |
| 2011-2012 | San Diego State  | 31      |        | 33,8    | 40,2 | 30,8  | 82,8 | 3,2     | 4,1     | 1,0    | 0,2    | 10,1   |
| 2012-2013 | San Diego State  | 30      |        | 28,7    | 35,1 | 35,6  | 81,5 | 2,7     | 2,4     | 1,0    | 0,3    | 9,5    |
| 2013-2014 | San Diego State  | 36      |        | 31,3    | 41,1 | 37,4  | 83,4 | 2,9     | 3,2     | 1,6    | 0,1    | 17,6   |
| Total     |                  | 128     |        | 28,0    | 39,5 | 34,8  | 81,4 | 2,6     | 2,8     | 1,1    | 0,2    | 10,7   |